# Боаси ле Ките
Боаси ле Ките (фр. Boissy-le-Cutté) насеље је и општина у Француској у региону Париски регион, у департману Есон која припада префектури Етан.
По подацима из 2011. године у општини је живело 1.319 становника, а густина насељености је износила 287,99 становника/km². Општина се простире на површини од 4,58 km². Налази се на средњој надморској висини од 75 метара (максималној 148 m, а минималној 72 m).

## Демографија
| 1962. | 1968. | 1975. | 1982. | 1990. | 1999. | 2011. |
| ----- | ----- | ----- | ----- | ----- | ----- | ----- |
| 423   | 617   | 783   | 812   | 1.039 | 1.200 | 1.319 |

График промене броја становника у току последњих година